# Championnats du monde Xterra 2018
Navigation
Édition précédente Édition suivante
Les championnats du monde Xterra 2018, organisé par la Team Unlimited depuis 1986, se déroule le 28 octobre à Kapalua dans l'État d'Hawaï. Les triathlètes qualifiés, professionnels ou amateurs s'affrontent lors d'une épreuve sur distance M, comprenant 1500 mètres de natation, 32 km de vélo tout terrain (VTT) et 10,5 km de course à pied hors route.

## Résultats
Les tableaux présentent les « Top 10 » professionnel hommes et femmes des championnats du monde.
| Position           | Triathlète       | Pays             | Temps           |
| ------------------ | ---------------- | ---------------- | --------------- |
| Médaille d'or      | Rom Akerson      | Costa Rica       | 2 h 53 min 17 s |
| Médaille d'argent  | Bradley Weiss    | Afrique du Sud   | 2 h 53 min 17 s |
| Médaille de bronze | Sam Osborne      | Nouvelle-Zélande | 2 h 54 min 38 s |
| 4                  | Rubén Ruzafa     | Espagne          | 2 h 55 min 35 s |
| 5                  | Josiah Middaugh  | États-Unis       | 2 h 56 min 34 s |
| 6                  | Mauricio Méndez  | Mexique          | 2 h 57 min 11 s |
| 7                  | Karsten Madsen   | Canada           | 3 h 4 min 6 s   |
| 8                  | Maxime Chané     | France           | 3 h 7 min 8 s   |
| 9                  | Francois Carloni | France           | 3 h 7 min 42 s  |
| 10                 | Karel Dusek      | Tchéquie         | 3 h 8 min 47 s  |

| Position           | Triathlète      | Pays             | Temps           |
| ------------------ | --------------- | ---------------- | --------------- |
| Médaille d'or      | Lesley Paterson | Royaume-Uni      | 3 h 29 min 8 s  |
| Médaille d'argent  | Michelle Flipo  | Mexique          | 3 h 39 min 56 s |
| Médaille de bronze | Lizzie Ochard   | Nouvelle-Zélande | 3 h 40 min 54 s |
| 4                  | Suzanne Snyder  | États-Unis       | 3 h 44 min 29 s |
| 5                  | Brigitta Poór   | Hongrie          | 3 h 45 min 27 s |
| 6                  | Carina Wasle    | Autriche         | 3 h 51 min 9 s  |
| 7                  | Julie Baker     | Canada           | 3 h 59 min 27 s |
| 8                  | Angela Niklaus  | Suisse           | 4 h 0 min 22 s  |
| 9                  | Penny Slater    | Australie        | 4 h 4 min 16 s  |
| 10                 | Allison Basca   | États-Unis       | 4 h 6 min 35 s  |